# Badhaadhe
Badhaadhe (ook: Badhadhe, Bad Adda, Bad Daada, Baddādá, Baddana, Badhadha) is de hoofdstad van het District Badhaadhe in de regio Neder Juba in het uiterste zuiden van Jubaland, Somalië.

Het is eigenlijk meer een groot dorp dat nog vrijwel geheel de structuur van een afrikaanse nederzetting heeft behouden, met individuele hutten in ronde omheiningen en een wirwar van paadjes. Er was vroeger een airstrip; deze is nu verwilderd en onbruikbaar, maar nog wel herkenbaar in het landschap.

Badhaadhe ligt ca. 139 km ten zuidwesten van de havenstad Kismayo; ca. 32 km van de grens met Kenia en ca. 43 km van de kust van de Indische Oceaan in Buur Gaabo.
Klimaat: Badhaadhe heeft een tropisch savanneklimaat met een gemiddelde jaartemperatuur van 27,4°C.  De warmste maand is maart met gemiddeld 29.1°C; de koelste maand is juli, gemiddeld 25,5°C. De jaarlijkse neerslag bedraagt ca. 448 mm (ter vergelijking, in Nederland ca. 800 mm). Het droge seizoen is van januari t/m maart, gevolgd door een regenseizoen van april t/m juli. Daarna blijft er regelmatig neerslag vallen met nog een kleine piek in oktober. De natste maand is mei; er valt dan ca. 109 mm, een kwart van de jaarlijkse hoeveelheid.